# Андрей Синявски
Андрей Донатович Синявски (на руски: Андре́й Дона́тович Синя́вский), с псевдоним Абрам Терц, е руски писател, литературовед и литературен критик, съветски дисидент, политически затворник.

## Биография
Андрей Синявски е роден на 8 октомври 1925 г. в Москва, в семейството на Донат Евгениевич Синявски, ляв есер, с литературни интереси, от дворянски произход.
С избухването на Втората световна война семейството е евакуирано в Сизран, където Андрей Синявски завършва училище през 1943 г. и е призован в армията през същата година. Поради здравословното си състояние служи като радиотехник на летище в Подмосковието.
През 1945 г. постъпва в задочния отдел на Филологическия факултет на Московския държавен университет, а след демобилизацията си през 1946 г. преминава на редовно обучение. Посещава семинар за творчеството на Маяковски, воден от доц. В. Д. Дувакин, който по-късно заплаща с поста си за явяването си като свидетел на защитата на процеса срещу Синявски. Завършва университета през 1949 г., след което започва аспирантура там и през 1952 г. защитава дисертация на тема „Романът на М. Горки „Животът на Клим Самгин“ и историята на руската социална мисъл в края на XIX – началото на XX век“.
Работи в Института за световна литература „Максим Горки“ към Академията на науките на СССР с профил съветска литература. От ноември 1952 г. е младши научен сътрудник, през 1965 г. става старши научен сътрудник. Води семинар в Московския университет по руската поезия на XX век, който е закрит поради идеологическо несъответствие с линията на партията. Преподава руска литература в Школата-студия на МХАТ.
Синявски е един от литературните критици на списание „Новый мир“ в периода 1957 –1958 г., чийто главен редактор е Александър Твардовски. В началото на 60-те години списанието се счита за най-либералното в Съветския съюз.
В края на 1960 г. Синявски е приет за член на Съюза на писателите.
От 1949 до 1959 г. е женен за Инеса Маркова Гилман, инженер-химичка. Деца от този брак няма. След развода си се жени за Мария Розанова, изкуствоведка, която до 1964 г. работи в ред музеи и реставрационни работилници в Москва, а след това – на договор към Художествения съвет по приложно изкуство. Имат син, роден през 1965 г.

## Начало на литературна дейност
Синявски пише литературоведски произведения за творчеството на Максим Горки, Борис Пастернак, Исак Бабел, Анна Ахматова. Последната му публикация в родината е уводна статия към тома стихотворения и поеми на Борис Пастернак в голямата поредица „Библиотека на поета“ (Москва – Ленинград, 1965), подписана за печат на 25 май 1965 г. На 4 септември същата година Андрей Синявски е арестуван и става невъзможно да се спомене името му, затова в каталога на поредицата „Библиотека на поета“, публикуван в края на същата година (подписан за печат на 16 декември 1965 г.) в статията за книгата името на А. Синявски като автор на уводната статия е премахнато. Възстановено е едва в новия каталог на поредицата, публикуван през 1987 г.
Преди 1955 г. започва да пише проза. Съзнава, че в тогавашния СССР творбите му не могат да бъдат издадени, поради цензурата и затова ги изпраща тайно на Запад за публикуване под псевдонима Абрам Терц. Повестта „Съдът продължава“ (Суд идёт) е изпратена през лятото на 1956 г., а публикувана през лятото на 1959 г. Статията „Какво е социалистически реализъм?“ е написана за парижкото списание Esprit; изпратена през 1958, тя е публикувана анонимно през февруари 1959, а на руски и с името му се появява след процеса. Повестта „Любимов“ е включена в сборника проза „Фантастичният свят на Абрам Терц“.
Според филолога Хасан Хусейнов книгата на дъщерята на Сталин Светлана Алилуева „Двадесет писма до приятел“ (1963) е адресирана до Андрей Синявски.

## Арест и процес
На 8 септември 1965 г. Синявски е арестуван заедно с Юлий Даниел по обвинение в противодържавна и антисъветска дейност заради публикуваните им на Запад текстове („тамиздат“). Делото срещу двамата започва през септември 1965 г., и завършва на 15 януари 1966 г. И двамата не се признават за виновни. През февруари 1966 г. Синявски е осъден от Върховния съд на седем години затвор в изправително-трудов лагер със строг режим.
Много писатели разпространяват отворени писма в подкрепа на Даниел и Синявски. Процесът срещу тях е свързан с началото на втория период на демократичното (дисидентско) движение в СССР. В подкрепа на Синявски и Даниел се изказват лингвистът Вяч. Иванов, критиците И. Роднянска и Ю. Буртин, поетът преводач А. Якобсон, изкуствоведите Ю. Герчук и И. Голомщок, художник-реставраторът Н. Кишилов, научният сътрудник в Академията на науките на СССР В. Меникер, писателите Лев Копелев, Лидия Чуковска, В. Корнилов, Константин Паустовски.
След процеса много писатели се подписват за освобождаване на Синявски и Даниел в т.нар. Писмо на 63-мата (или 62-мата), адресирано до Президиума на Двадесет и третия конгрес на Комунистическата партия.
Секретариатът на Съюза на съветските писатели – К. А. Федин, Н. С. Тихонов, К. Симонов, К. В. Воронков, В. А. Смирнов, Л. С. Соболев, С. В. Михалков, А. А. Сурков – се обявява против Синявски и Даниел. Синявски е изключен от Съюза на съветските писатели. Остро срещу Даниел и Синявски се изказва и Михаил Шолохов, получил Нобеловата награда за литература през 1965 г.

### Митинг на гласността
На 5 декември 1965 г. (в деня на Конституцията) на площад „Пушкин“ се провежда т.нар. Митинг на гласността в подкрепа на Даниел и Синявски. Сред участниците са Александър Есенин-Волпин, Валерий Николски, Юрий Титов, Юрий Галансков, Владимир Буковски. Протестиращите настояват процесът срещу Даниел и Синявски да се проведе публично и открито, в съответствие с разпоредбите на Конституцията на СССР. Директно от площада за разпит са отведени А. Есенин-Волпин, Ю. Галансков, А. Шухт и други. Разпитът продължава два часа и впоследствие участниците са освободени.

### Самиздат за делото на Синявски и Даниел
В самиздат се разпространяват отворени обръщения към учени и художници с описания на процеса на Синявски и Даниел, предупреждаващи за опасността от повторение на сталинистките репресии в случай на мълчаливо одобрение на подобни процеси от обществото. Широка известност получава отвореното писмо на Лидия Чуковска до Михаил Шолохов.

## В лагера
В колонията („Дубровлаг“) Синявски работи като товарач. Там написва книгата „Глас от хора“ (Голос из хора) и по-голямата част от „Разходки с Пушкин“ (Прогулки с Пушкиным), излязла в Лондон през 1975 г., и „В сянката на Гогол“ (В тени Гоголя). Той пише: „..Никога не съм бил на шарашка, лагерен идиот или бригадир. В моето досие, от КГБ, от Москва, беше написано: „използвайте само за физически трудна работа“, което беше направено.“ „Времето, прекарано в лагера, беше най-доброто време в живота ми. Беше най-трудното време, но естетически най-щастливото. За писателя няма нищо по-важно от това да намери своята природа. Намерих природата си в лагера. Това е невероятно усещане.“
На 8 юни 1971 г. той е освободен предсрочно, малко преди срока, под натиск на световната общественост, по времето на Андропов.

## Емиграция
През 1973 г. заминава по покана на професор Клод Фриу (Университет Париж VIII) да работи във Франция, придружен от съпругата си Мария Розанова и сина им.
От 1973 до 1994 г. е професор по руска литература в Сорбоната.
В емиграция Андрей Синявски написва „Опавшие листья В. В. Розанова“, автобиографичен роман „Лека нощ“, „Иван глупакът“. От 1978 г. заедно със съпругата си Мария Василиевна Розанова издава списание „Синтаксис“. Синът му Егор, известен като Йегор Гран (Iegor Gran), приел фамилията на съпругата си, е писател.
На 17 октомври 1991 г. „Известия“ публикува съобщение за преразглеждане на делата и реабилитация на Улманис, Тимофеев-Ресовски и Царапкин, Синявски и Даниел поради липсата на състав на престъпление в действията им.
В началото на 1996 г. той получава инфаркт. През септември същата година. е диагностициран с рак на белия дроб с метастази в мозъка.
Андрей Синявски умира на 25 февруари 1997 г. и е погребан в парижкото предградие Фонтене-о-Роз. Погребението е извършено от московския свещеник Владимир Вигилянски. Приятели на Синявски идват за погребението от Москва – Андрей Вознесенски и Виталий Третяков.

### Възгледи в емиграцията
Книгата на Синявски (Абрам Терц) „Разходки с Пушкин“ предизвика широка реакция.
Голямо възмущение предизвиква у А. Солженицин статията на Абрам Терц „Литературният процес в Русия“ (1973), особено разделът, посветен на антисемитизма в Русия. Той саркастично съчувства на руските антисемити, като казва, че руснаците все още не са в състояние да разберат, че те самите, а не евреите, могат да бъдат виновни за своите проблеми. Написва и няколко статии за свободата на мнението и свободата на словото сред емигрантската общност.
От 1978 г., по идея на съпругата на Синявски Мария Розанова, започват да издават в Париж сп. „Синтаксис“ на руски език. Името е взето от едноименното самиздатско списание, излизало през 1959 – 1960 г. в Москва под ръководството на Александър Гинзбург. „Синтаксис“ на Синявски и Розанова е опонент на друго емигрантско начинание – на Никита Струве, който оглавява YMCA Press. След 1978 г. Синявски публикува всичките си произведения в своето списание. Много от текстовете му предизвикват ожесточени полемики в руските емигрантски среди. Въпреки противоречията си по някои въпроси с част от руската емиграция, включително и със Солженицин, когото той обвинява в авторитарност, високомерие, нетърпимост и определя като „нов духовен деспот“, Андрей Синявски успява да се наложи на Запад като авторитетен литератор, автор, лектор и събеседник.

### Слухове за връзки с КГБ и отхвърлянето им
Редица идейни противници на Синявски от дисидентските и емигрантската среди разпространяват слух, че както преди, така и след ареста си Синявски сътрудничи на КГБ на СССР. По-специално дисидентът Сергей Григорянц разглежда заминаването на Синявски и Розанова във Франция като операция на съветските специални служби с цел внедряване на „агенти за влияние“ в емигрантската общност. Този слух се основава на фотокопие на бележка на Юрий Андропов за Синявски и Даниел, изпратена до Централния комитет на КПСС на 26 февруари 1973 г. и публикувана от Владимир Буковски в началото на 90-те години в израелския вестник „Вести“ По-късна проверка потвърждава, че този текст е съставен от отделни слепени части от гореспоменатия документ, като са изключени фрагментите, свидетелстващи за непричастността на Синявски към сътрудничество с КГБ. Освен това, от изрязаните части на текста следва, че компрометирането на Синявски като „агент за влияние на КГБ“ сред дисидентите-емигранти е основната задача пред КГБ, когато той заминава на Запад.

## Произведения
Автор на повечето от произведенията е Абрам Терц, тъй като самият Синявски е кабинетен учен филолог и само статии от жанра „строга литературна критика“ и редица журналистически статии са подписани от неговото име, докато на Абрам Терц принадлежи цялата проза и по-голямата част от литературоведските есета.

### Проза
- В цирке (В цирка), 1955
- Суд идёт (Съдът продължава ), 1956
- Пхенц, 1957
- Квартиранты (Квартиранти), 1959
- Ты и я (Ти и аз), 1959
- Графоманы (Из рассказов о моей жизни), 1959
- Гололедица (Лед), 1959
- Любимов, 1963
- Крошка Цорес (Малкият Цорес), 1980
- Спокойной ночи (Лека нощ), 1983
- Кошкин дом. Роман дальнего следования, 1998

### Есеистика
- Что такое социалистический реализм?
- Мысли врасплох. Munchen, Echo-Press, s.a., 1972
- Голос из хора (1966 – 1971), французская Премия за лучшую иностранную книгу
- Прогулки с Пушкиным (1966 – 1968), London, OPI – Collins, 1975
- В тени Гоголя (1970 – 1973)
- Литературный процесс в России
- Люди и звери
- „Я“ и „они“
- Анекдот в анекдоте
- Отечество. Блатная песня
- Река и песня
- Открытое письмо А. Солженицыну (Андрей Синявский)
- Солженицын как устроитель нового единомыслия (Андрей Синявский)
- Чтение в сердцах (Андрей Синявский)
- Памяти павших: Аркадий Белинков
- „Тёмная ночь“ (Андрей Синявский)
- В ночь после битвы (Андрей Синявский)
- Диссидентство как личный опыт (Андрей Синявский)
- Сны на православную пасху (Андрей Синявский)
- Путешествие на Чёрную речку
- „Опавшие листья“ В. В. Розанова (1982)
- Soviet Civilization: A Cultural History. N.Y. Arcade Publ., Little, Brown and Co (1990). (Andrei Sinyavsky)
- Иван-дурак: Очерки русской народной веры (1991) (Андрей Синявский)
- The Russian Intelligentsia. (Русская интеллигенция.) NY, Columbia University Press, 1997.
- Андрей Синявский :127 писем о любви. (в 3 т.) М.: Аграф,2004